# Парламентські вибори в Молдові 2010
Парламентські вибори в Молдові відбулися 28 листопада 2010 після того, як наприкінці 2009 року другий поспіль парламент провалив вибори президента. 
До новообраного складу парламенту увійшли чотири партії: комуністична (42 місця), ліберально-демократична (32 місця), демократична (15 місць) та ліберальна (12 місць).
30 грудня було створено більшість з 59 депутатів, до складу якої увійшли Ліберально-демократична, Демократична та Ліберальна партії. Альянс отримав назву «За європейську інтеграцію». Першим кроком нової коаліції стало обрання спікером парламенту лідера Демократичної партії Маріана Лупу. Для обрання президента країни коаліції на разі бракує двох голосів.

## Результати

Результати виборів за районами.

Підсумки Парламентських виборів у Молдові 28 листопада 2010
| Партії та блоки                                                            | Партії та блоки                                    | Голоси    | %      | +/−    | Місця |
| -------------------------------------------------------------------------- | -------------------------------------------------- | --------- | ------ | ------ | ----- |
|                                                                            | Партія комуністів Республіки Молдова               | 676,291   | 39.29  | −5.40  | 42    |
|                                                                            | Ліберально-демократична партія Молдови             | 505,638   | 29.38  | +12.81 | 32    |
|                                                                            | Демократична партія Молдови                        | 218,861   | 12.72  | +0.18  | 15    |
|                                                                            | Ліберальна партія Молдови                          | 171,445   | 9.96   | −4.72  | 12    |
|                                                                            | Наша Молдова                                       | 35,240    | 2.05   | −5.30  | 0     |
|                                                                            | Рух «Європейська дія»                              | 21,109    | 1.23   | —      | 0     |
|                                                                            | Гуманістична партія Молдови                        | 15,454    | 0.90   | —      | 0     |
|                                                                            | Національно-ліберальна партія Молдови              | 11,096    | 0.64   | —      | 0     |
|                                                                            | Соціал-демократична партія Молдови                 | 10,136    | 0.59   | −1.27  | 0     |
|                                                                            | Християнсько-демократична народна партія (Молдова) | 9,054     | 0.53   | −1.38  | 0     |
|                                                                            | Єдина Молдова                                      | 8,183     | 0.48   | —      | 0     |
|                                                                            | За народ і батьківщину                             | 5,199     | 0.30   | —      | 0     |
|                                                                            | Ромський рух Республіки Молдова                    | 2,388     | 0.14   | —      | 0     |
|                                                                            | Консервативна партія Молдови                       | 2,086     | 0.12   | —      | 0     |
|                                                                            | Народна республіканська партія Молдови             | 2,004     | 0.12   | —      | 0     |
|                                                                            | Республіканська партія Молдови                     | 1,854     | 0.11   | —      | 0     |
|                                                                            | Суспільно-політичний рух «Рівноправ'я»             | 1,782     | 0.10   | —      | 0     |
|                                                                            | Партія «Патріоти Молдови»                          | 1,572     | 0.09   | —      | 0     |
|                                                                            | Екологічна партія Молдови «Зелений альянс»         | 1,373     | 0.08   | −0.33  | 0     |
|                                                                            | Робітнича партія Молдови                           | 875       | 0.05   | —      | 0     |
|                                                                            | Самовисуванці                                      | 19,517    | 1.13   | —      | 0     |
| Загалом (явка 59.10%)                                                      | Загалом (явка 59.10%)                              | 1,721,157 | 100.00 | —      | 101   |
| Джерело: alegeri.md, cec.md [Архівовано 29 грудня 2010 у Wayback Machine.] |                                                    |           |        |        |       |